# Forst Aura
Forst Aura är ett kommunfritt område i Landkreis Main-Spessart i Regierungsbezirk Unterfranken i förbundslandet Bayern i Tyskland. Området består av två delar öster och väster om kommunerna Obersinn och Mittelsinn.